# Отрадне (Буландинський район)
Отра́дне (каз. Отрадное) — село у складі Буландинського району Акмолинської області Казахстану. Входить до складу Карамишевського сільського округу.
Населення — 325 осіб (2021; 680 у 2009, 847 у 1999, 1223 у 1989).
Національний склад станом на 1989 рік:
- росіяни — 39 %;
- німці — 38 %.